# Карачаганак – Орал
Карачаганак – Орал – газопровід на заході Казахстану, який входить до облаштування унікального нафтогазоконденсатного родовища Карачаганак.
Газ Карачаганаку майже весь закачується назад в пласти в межах сайклінг-процесу або спрямовується по системі Карачаганак – Оренбург на газопереробний завод (газ родовища містить велику частку сірководню). Втім, частина газу все-таки проходить очистку до товарних кондицій на одній з установок карачаганакського комплексу, після чого спрямовується на ТЕС Карачаганак або споживачам Західно-Казахстанської області по трубопроводу Карачаганак – Орал. Останній, який ввели в дію у 2009 – 2011 роках, має довжину 147 км та виконаний в діаметрі 508 мм. Максимальні проектні обсяги поставок блакитного палива визначені як 0,5 млрд м3 на рік.
В Оралі найбільшим споживачем виступає АТ «Жайиктеплоенерго» (Уральська ТЕЦ). 
Від основної магістралі споруджений ряд відгалужень, зокрема, до селища Жимпіти завдовжки 116 км з діаметром 250 мм.
Є відомості, що на околиці Оралу трубопровід сполучений з газопровідним коридором Оренбург-Новопском, по якому з Оренбурзького ГПЗ повертається частина підготованого карачаганакського газу.